# Jinping (Shantou)

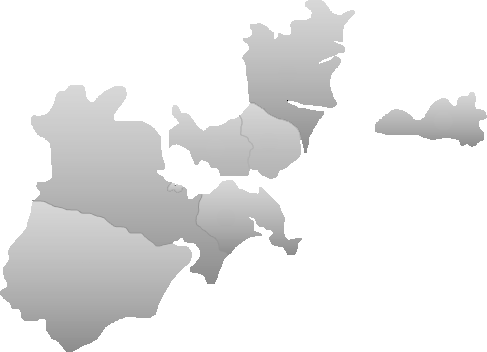
Lage des Stadtbezirks Jinping im Gebiet der bezirksfreien Stadt Shantou

Jinping (chinesisch 金平区, Pinyin Jīnpíng Qū) ist ein chinesischer Stadtbezirk der bezirksfreien Stadt Shantou (Swatow) in der Provinz Guangdong. Der Stadtbezirk hat eine Fläche von 146,2 km² und zählt 777.024 Einwohner (Stand: Zensus 2020). Er ist Zentrum und Sitz der Stadtregierung von Shantou.

## Administrative Gliederung
Auf Gemeindeebene setzt sich der Stadtbezirk aus siebzehn Straßenvierteln zusammen. 